# Cause célèbre
En cause célèbre (flertal causes célèbres, fransk for "berømt sag") er en sag som skaber store kontroverser i kampagner og offentlig debat. Begrebet bruges især i forbindelse med juridiske sager. Udtrykket opstod fra det 37-bind store Nouvelles Causes Célèbres i 1763. Det var en samling rapporter om velkendte franske domme fra det 17. og 18. århundrede.[kilde mangler]

## Fodnoter
1. ↑  The New Dictionary of Cultural Literacy; third edition, 2002.
2. ↑  The American Heritage Dictionary of the English Language Arkiveret 3. august 2008 hos  Wayback Machine; fjerde udgave, 2000.

| Jura | Spire Denne juraartikel er en spire som bør udbygges. Du er velkommen til at hjælpe Wikipedia ved at udvide den. |